# Nhuế (nước)
Nhuế (tiếng Trung: 芮; bính âm: Ruì) là một nước chư hầu vào thời Tây Chu và Xuân Thu trong lịch sử Trung Quốc.
Thế kỉ 11 TCN, Chu Vũ Vương sau khi phạt Trụ, tiêu diệt nhà Thương và lập ra nhà Chu đã phân phong Nhuế ấp cho khanh sĩ Nhuế bá Lương Phu, có vị trí tại huyện Nhuế Thành của tỉnh Sơn Tây ngày nay, song cũng có thuyết nói nói ở phía nam trấn Triều Ấp (朝邑) của huyện Đại Lệ thuộc tỉnh Thiểm Tây ngày nay.
Trong những năm gần đây, người ta đã phát hiện được văn vật đồ đồng có chữ "Nội Thái tử", "Nội công" ở thôn Lương Đái (梁带村), huyện Hàn Thành, tỉnh Thiểm Tây. Thời cổ, chữ "nội" (内) thông với chữ "nhuế" (芮).
Trong thời gian Chu Thành Vương tại vị, Nhuế quốc chính thức được thành lập, quốc quân nước Nhuế xưng là Nhuế bá, từng giữ chức vụ tư đồ trong triều đình nhà Chu.
Năm 703 TCN, vua Nhuế cùng vua 4 nước là Quắc, Lương, Tuân (荀), Giả (贾) đem quân đi thảo phạt Khúc Ốc Vũ công.
Năm 663, sau khi Tần Thành công lên làm quân chủ nước Tần một năm, Nhuế bá và Lương bá đã đến Tần triều kiến.
Thời Xuân Thu, Tần Mục công tiêu diệt nước Nhuế. Sử ký: quyển 5-Tần bản kỷ có viết rằng vào năm thứ 20 đời Tần Mục công (tức 640 TCN), diệt Nhuế quốc. Nhưng Lộ sử (路史) lại viết rằng Nhuế bị Tần diệt vào năm thứ hai đời Tần Mục công (tức 658 TCN).

## Quân chủ nước Nhuế
- Nhuế bá Lương Phu (芮伯良夫), thời Chu Vũ Vương và Chu Thành Vương
- Nhuế bá Lương Phu, thời Chu Lệ Vương
- Nhuế bá Đa Phủ, ghi trên Nhuễ bá Đa Phủ quỹ (芮伯多父簋)
- Nhuế bá Vạn (芮伯萬)[4]